# AFCアジアカップ2015 (予選)

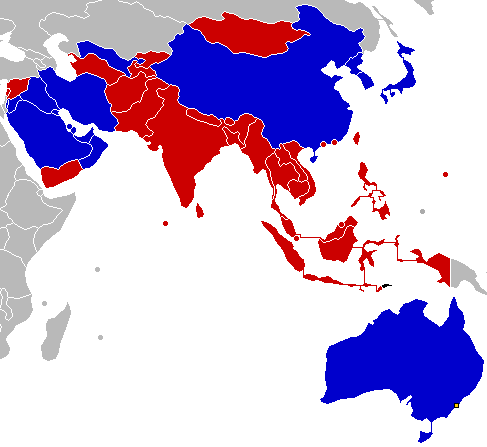
状態:
本戦出場決定国
予選敗退国

本項では、2015年にオーストラリアで行われるAFCアジアカップ2015の予選について述べる。

## 概要
AFCアジアカップ2015本選には16チームが出場する。以下の5チームは予選を免除される。
- 開催国、前回大会2位：オーストラリア
- 前回大会優勝国：日本
- 前回大会3位：韓国
- AFCチャレンジカップ2012優勝国：北朝鮮
- AFCチャレンジカップ2014優勝国：パレスチナ

開催国のオーストラリアは前回大会において準優勝してもいるため、予選免除枠が1つ減少し、前回大会と比べ予選通過国枠が11に増加した。
なお、2019年大会からはワールドカップ予選と兼ねる形でアジアカップ予選が行われる方式に変更されたため、アジアカップ単独での予選は今大会が最後となった。

## 出場決定国
| 国               | 予選                        | 本戦出場決定日時 | 過去の出場歴1                                                               |
| ---------------- | --------------------------- | ---------------- | --------------------------------------------------------------------------- |
| オーストラリア   | 開催国2                     | 2011年1月5日     | 2 (2007, 2011)                                                              |
| 日本             | AFCアジアカップ2011優勝     | 2011年1月25日    | 7 (1988, 1992, 1996, 2000, 2004, 2007, 2011)                                |
| 韓国             | AFCアジアカップ20113位      | 2011年1月28日    | 12 (1956, 1960, 1964, 1972, 1980, 1984, 1988, 1996, 2000, 2004, 2007, 2011) |
| 北朝鮮           | AFCチャレンジカップ2012優勝 | 2012年3月19日    | 3 (1980, 1992, 2011)                                                        |
| バーレーン       | 予選D組1位                  | 2013年11月15日   | 4 (1988, 2004, 2007, 2011)                                                  |
| アラブ首長国連邦 | 予選E組1位                  | 2013年11月15日   | 8 (1980, 1984, 1988, 1992, 1996, 2004, 2007, 2011)                          |
| サウジアラビア   | 予選C組1位                  | 2013年11月15日   | 8 (1984, 1988, 1992, 1996, 2000, 2004, 2007, 2011)                          |
| オマーン         | 予選A組1位                  | 2013年11月19日   | 2 (2004, 2007)                                                              |
| ウズベキスタン   | 予選E組2位                  | 2013年11月19日   | 5 (1996, 2000, 2004, 2007, 2011)                                            |
| カタール         | 予選D組2位                  | 2013年11月19日   | 8 (1980, 1984, 1988, 1992, 2000, 2004, 2007, 2011)                          |
| イラン           | 予選B組1位                  | 2013年11月19日   | 12 (1968, 1972, 1976, 1980, 1984, 1988, 1992, 1996, 2000, 2004, 2007, 2011) |
| クウェート       | 予選B組2位                  | 2013年11月19日   | 9 (1972, 1976, 1980, 1984, 1988, 1996, 2000, 2004, 2011)                    |
| ヨルダン         | 予選A組2位                  | 2014年2月4日     | 2 (2004, 2011)                                                              |
| イラク           | 予選C組2位                  | 2014年3月5日     | 7 (1972, 1976, 1996, 2000, 2004, 2007, 2011)                                |
| 中華人民共和国   | 予選各組3位最上位           | 2014年3月5日     | 10 (1976, 1980, 1984, 1988, 1992, 1996, 2000, 2004, 2007, 2011)             |
| パレスチナ       | AFCチャレンジカップ2014優勝 | 2014年5月30日    | 0 (初出場)                                                                  |

1 太字は優勝した大会、イタリックは開催国となった大会を表す。
2オーストラリアはAFCアジアカップ2011準優勝でもある。

## 予選形式
20チームが参加する。4チームずつ5グループに分かれて予選を戦い、各グループ上位2チームとグループ3位の内成績最上位のチームが本選の出場権を獲得する。
予選の組み合わせ抽選会は、2012年10月9日の18:00(UTC+11)よりオーストラリア・メルボルンにて行われた。
| - ウズベキスタン - カタール - ヨルダン - イラン - イラク | - 中華人民共和国 - バーレーン - シリア - アラブ首長国連邦 - クウェート | - サウジアラビア - オマーン - タイ - イエメン - ベトナム | - マレーシア - シンガポール - インドネシア - レバノン - 香港 |

注
- 以下のチームは予選には参加しないものの、AFCチャレンジカップ2014で優勝することによりAFCアジアカップ2015に参加可能である。

| - アフガニスタン - バングラデシュ - ブータン - ブルネイ - カンボジア - チャイニーズタイペイ | - グアム - インド - キルギス - ラオス - マカオ - モルディブ | - モンゴル - ミャンマー - ネパール - 北朝鮮 - パキスタン - パレスチナ | - フィリピン - スリランカ - タジキスタン - 東ティモール - トルクメニスタン |

## 日程
予選のスケジュールは以下のとおりである。2013年10月15日と11月19日は2014 FIFAワールドカップの予選（大陸間プレーオフ）開催日時でもあるため、予選参加国が大陸間プレーオフに進出した場合、以下に示す予備日によって代替開催が行われる。
| 年   | 節     | 月日     |
| ---- | ------ | -------- |
| 2013 | 第1節  | 2月6日   |
| 2013 | 第2節  | 3月22日  |
| 2013 | 第3節  | 10月15日 |
| 2013 | 第4節  | 11月15日 |
| 2013 | 第5節  | 11月19日 |
| 2014 | 予備日 | 1月11日  |
| 2014 | 予備日 | 1月18日  |
| 2014 | 予備日 | 1月25日  |
| 2014 | 第6節  | 3月5日   |

## グループ
| 識別           |
| -------------- |
| 本選出場決定国 |

### 順位決定方法
勝ち点が並んだチームについては、以下の順序に従って順位を決定する。
1. 当該国同士の対戦における勝ち点
2. 当該国同士の対戦における得失点差
3. 当該国同士の対戦における得点数（アウェーゴールルールは適用しない）
4. グループ全体における得失点差
5. グループ全体における得点数
6. 最終戦で当該国が対戦していた場合、その場で行うPK戦の勝者
7. 抽選

### グループA
| 順位 | チーム       | 試 | 勝 | 分 | 敗 | 得 | 失 | 差  | 点 |
| ---- | ------------ | -- | -- | -- | -- | -- | -- | --- | -- |
| 1    | オマーン     | 6  | 4  | 2  | 0  | 7  | 1  | +6  | 14 |
| 2    | ヨルダン     | 6  | 3  | 3  | 0  | 10 | 3  | +7  | 12 |
| 3    | シリア       | 6  | 1  | 1  | 4  | 7  | 7  | 0   | 4  |
| 4    | シンガポール | 6  | 1  | 0  | 5  | 4  | 17 | −13 | 3  |

| 2013年2月6日 17:15 (UTC+3) |

| オマーン                | 1 - 0    | シリア |
| アル＝ムクバーリー 39分 | レポート |        |

| スルタン・カーブース・スポーツコンプレックス (マスカット) 観客数: 15,252人 主審: 譚海 |

| 2013年2月6日 17:00 (UTC+4) |

| ヨルダン                                                    | 4 - 0    | シンガポール |
| ディーブ 18分 · バニーアティーエ 52分 · ハーイル 55分, 74分 | レポート |              |

| キング・アブドゥッラー・スタジアム（アンマン） 観客数: 2,004人 主審: ヴァレンティン・コヴァレンコ |

| 2013年8月14日1 19:30 (UTC+8) |

| シンガポール | 0 - 2    | オマーン                                |
|              | レポート | サイード 15分 · アル＝ファールシー 45分 |

| ジャラン・ベサール・スタジアム（シンガポール） 観客数: 5,849人 主審: 當麻政明 |

| 2013年8月15日1 19:00 (UTC+4:30) |

| シリア            | 1 - 1    | ヨルダン              |
| サフユーニー 49分 | レポート | アッ＝ラッハーム 57分 |

| シャヒード・ダストゲルディ・スタジアム（イラン・テヘラン）2 観客数: 200人 主審: ハリール・アル＝ガームディー |

| 2013年10月15日 19:30 (UTC+8) |

| シンガポール                | 2 - 1    | シリア      |
| アムリ 62分 · クァック 82分 | レポート | ラフェ 89分 |

| ジャラン・ベサール・スタジアム（シンガポール） 観客数: 3,012人 主審: 金相佑 |

| 2013年10月15日 18:00 (UTC+3) |

| ヨルダン | 0 - 0    | オマーン |
|          | レポート |          |

| キング・アブドゥッラー・スタジアム（アンマン） 観客数: 6,423人 主審: ナワフ・シュクララ |

| 2013年11月15日 14:00 (UTC+3:30) |

| シリア                                                                              | 4 - 0    | シンガポール |
| マルキー 10分 · アッ＝ドゥーニー 83分 · ジャッファール 85分 · アル＝アーガー 90+1分 | レポート |              |

| シャヒード・ダストゲルディ・スタジアム（イラン・テヘラン）2 観客数: 50人 主審: 東城穣 |

| 2014年1月31日3 18:30 (UTC+4) |

| オマーン | 0 - 0    | ヨルダン |
|          | レポート |          |

| スルタン・カーブース・スポーツコンプレックス (マスカット) 観客数: 7,000人 主審: ムハンマド・アッ＝ザールーニー |

| 2014年2月4日3 19:30 (UTC+8) |

| シンガポール       | 1 - 3    | ヨルダン                                              |
| アムリ 84分 (pen.) | レポート | バウワーブ 44分 · ハーイル 58分 · ルワーシュデ 90+2分 |

| ジャラン・ベサール・スタジアム（シンガポール） 観客数: 2,371人 主審: 譚海 |

| 2013年11月19日 14:00 (UTC+3:30) |

| シリア | 0 - 1    | オマーン                  |
|        | レポート | アル＝ファールシー 90+1分 |

| シャヒード・ダストゲルディ・スタジアム（イラン・テヘラン）2 観客数: 200人 主審: アブドゥルラフマン・アブドゥ |

| 2014年3月5日 17:30 (UTC+4) |

| オマーン                                                    | 3 - 1    | シンガポール  |
| アル＝ホーサニー 19分 · サイード 51分 · アル＝ハサニー 69分 | レポート | イシャク 78分 |

| スルタン・カーブース・スポーツコンプレックス (マスカット) 観客数: 6,700人 主審: コ・ヒョンジン |

| 2014年3月5日 16:00 (UTC+2) |

| ヨルダン                    | 2 - 1    | シリア            |
| アル＝バウワーブ 24分, 61分 | レポート | フリービーン 80分 |

| キング・アブドゥッラー・スタジアム（アンマン） 観客数: 3,745人 主審: ラフシャン・イルマトフ |

註
- 註1：シンガポール対オマーンとシリア対ヨルダンの試合は2014 FIFAワールドカップ・アジア予選の試合が3月26日にあることから、オマーンとヨルダンのサッカー協会の要望により元の日程3月22日から8月14日に変更された[8][9]。
- 註2：シリアは安全面の問題からホームの試合を全てイランで開催することとなった[10]。
- 註3：ヨルダンは2014 FIFAワールドカップの大陸間予選プレーオフに出場したため、日程が変更された。

### グループB
| 順位 | チーム     | 試 | 勝 | 分 | 敗 | 得 | 失 | 差  | 点 |
| ---- | ---------- | -- | -- | -- | -- | -- | -- | --- | -- |
| 1    | イラン     | 6  | 5  | 1  | 0  | 18 | 5  | +13 | 16 |
| 2    | クウェート | 6  | 2  | 3  | 1  | 10 | 7  | +3  | 9  |
| 3    | レバノン   | 6  | 2  | 2  | 2  | 12 | 14 | −2  | 8  |
| 4    | タイ       | 6  | 0  | 0  | 6  | 7  | 21 | −14 | 0  |

| 2013年2月6日 15:30 (UTC+3:30) |

| イラン                                                                            | 5 - 0    | レバノン |
| グーチャーンネジャード 26分, 62分 · ネクーナーム 45+1分 (pen.), 61分 (pen.), 80分 | レポート |          |

| アザディ・スタジアム (テヘラン) 観客数: 19,733人 主審: 西村雄一 |

| 2013年2月6日 19:00 (UTC+7) |

| タイ                | 1 - 3    | クウェート                                                 |
| チャナティップ 76分 | レポート | テーラトン 25分 (o.g.) · ファーディル 59分 · アマーン 65分 |

| ラジャマンガラ・スタジアム (バンコク) 観客数: 15,000人 主審: 佐藤隆治 |

| 2013年3月22日 17:30 (UTC+2) |

| レバノン                                                               | 5 - 2    | タイ                                  |
| シャイト 6分, 22分 · ハイダル 31分 · マアトゥーク 73分 · オニカ 90+2分 | レポート | ティーラシン 49分 · ティティパン 86分 |

| カミール・シャムーン・スポーツ・シティ・スタジアム（ベイルート） 観客数: 7,000人 主審: 金東進 |

| 2013年3月26日 19:35 (UTC+3) |

| クウェート  | 1 - 1    | イラン              |
| アワド 76分 | レポート | ショジャーイー 45分 |

| アル・クウェート・スポーツ・クラブ・スタジアム（クウェートシティ） 観客数: 12,321人 主審: 李泯厚 |

| 2013年10月15日 17:30 (UTC+3) |

| レバノン        | 1 - 1    | クウェート    |
| ガッダール 50分 | レポート | ナーセル 26分 |

| カミール・シャムーン・スポーツ・シティ・スタジアム（ベイルート） 観客数: 15,000人 主審: ラフシャン・イルマトフ |

| 2013年10月15日 19:00 (UTC+3:30) |

| イラン                                        | 2 - 1    | タイ              |
| ホセイニー 67分 · グーチャーンネジャード 70分 | レポート | ティーラシン 80分 |

| アザディ・スタジアム (テヘラン) 観客数: 17,330人 主審: アブドゥッラー・ブルーシー |

| 2013年11月15日 19:00 (UTC+7) |

| タイ | 0 - 3    | イラン                                                                  |
|      | レポート | デジャガ 28分 · グーチャーンネジャード 42分 · ジャハーンバフシュ 90+5分 |

| ラジャマンガラ・スタジアム (バンコク) 観客数: 7,000人 主審: ベンジャミン・ウィリアムス |

| 2013年11月15日 18:35 (UTC+3) |

| クウェート | 0 - 0    | レバノン |
|            | レポート |          |

| アル・クウェート・スポーツ・クラブ・スタジアム（クウェートシティ） 観客数: 11,500人 主審: ハリール・アル＝ガームディー |

| 2013年11月19日 17:30 (UTC+2) |

| レバノン      | 1 - 4    | イラン                                                                            |
| ハイダル 79分 | レポート | サーデギー 39分 · デジャガ 51分 · ネクーナーム 55分 · グーチャーンネジャード 65分 |

| カミール・シャムーン・スポーツ・シティ・スタジアム（ベイルート） 観客数: 100人 主審: 譚海 |

| 2013年11月19日 18:35 (UTC+3) |

| クウェート                        | 3 - 1    | タイ              |
| ナーセル 19分, 71分 · アワド 56分 | レポート | トッサクライ 68分 |

| アル・クウェート・スポーツ・クラブ・スタジアム（クウェートシティ） 観客数: 5,000人 主審: ヴァレンティン・コヴァレンコ |

| 2014年3月3日 17:30 (UTC+3:30) |

| イラン                                                                    | 3 - 2    | クウェート                            |
| キャリーミー 2分 · ファーディル 61分 (o.g.) · アンサーリーファルド 90+1分 | レポート | アリー 18分 · アッ＝ラシーディー 89分 |

| エンゲラーブ・スタジアム (キャラジ) 観客数: 7,000人 主審: ドミトリー・マシェンツェフ |

| 2014年3月5日 21:00 (UTC+7) |

| タイ                                         | 2 - 5    | レバノン                                                                   |
| ウィノータイ 20分 (pen.) · クライソーン 76分 | レポート | ガッダール 1分 · マアトゥーク 19分, 46分 · スーニー 45+1分 · アンタル 64分 |

| ラジャマンガラ・スタジアム (バンコク) 観客数: 5,000人 主審: 山本雄大 |

### グループC
| 順位 | チーム         | 試 | 勝 | 分 | 敗 | 得 | 失 | 差 | 点 |
| ---- | -------------- | -- | -- | -- | -- | -- | -- | -- | -- |
| 1    | サウジアラビア | 6  | 5  | 1  | 0  | 9  | 3  | +6 | 16 |
| 2    | イラク         | 6  | 3  | 0  | 3  | 7  | 6  | +1 | 9  |
| 3    | 中華人民共和国 | 6  | 2  | 2  | 2  | 5  | 6  | −1 | 8  |
| 4    | インドネシア   | 6  | 0  | 1  | 5  | 2  | 8  | −6 | 1  |

| 2013年2月6日 17:30 (UTC+3) |

| イラク          | 1 - 0    | インドネシア |
| マフムード 66分 | レポート |              |

| アール・ラーシド・スタジアム (アラブ首長国連邦・ドバイ)4 観客数: 3,600人 主審: 東城穣 |

| 2013年2月6日 20:15 (UTC+3) |

| サウジアラビア                            | 2 - 1    | 中華人民共和国 |
| アル＝ムワッラド 23分 · ハッザージー 77分 | レポート | 趙旭日 29分    |

| プリンス・モハメド・ビン・ファハド・スタジアム (ダンマーム) 観客数: 20,000人 主審: ラフシャン・イルマトフ |

| 2013年3月22日 19:35 (UTC+8) |

| 中華人民共和国 | 1 - 0    | イラク |
| 于大宝 90+3分  | レポート |        |

| 賀竜体育中心（長沙） 観客数: 31,621人 主審: ベンジャミン・ウィリアムス |

| 2013年3月23日 19:00 (UTC+7) |

| インドネシア | 1 - 2    | サウジアラビア            |
| ソロッサ 5分 | レポート | アッ＝サーレム 14分, 55分 |

| ゲロラ・ブン・カルノ・スタジアム（ジャカルタ） 観客数: 75,000人 主審: キム・ジョンヒョク |

| 2013年10月15日 |

| インドネシア  | 1 - 1    | 中華人民共和国 |
| ソロッサ 67分 | レポート | 呉曦 36分      |

| ゲロラ・ブン・カルノ・スタジアム（ジャカルタ） 観客数: 500人 主審: アブドゥル・マリク・アブドゥル・バシール |

| 2013年10月15日 |

| イラク | 0 - 2    | サウジアラビア                                  |
|        | レポート | ハウサーウィー 34分 · アッ＝シャムラーニー 78分 |

| アンマン国際スタジアム (ヨルダン・アンマン)4 観客数: 12,000人 主審: アブドゥッラー・アル＝ヒラーリー |

| 2013年11月15日 |

| 中華人民共和国 | 1 - 0    | インドネシア |
| 武磊 45+1分    | レポート |              |

| 陝西省体育場（西安） 観客数: 33,217人 主審: ピーター・グリーン |

| 2013年11月15日 |

| サウジアラビア                                    | 2 - 1    | イラク            |
| アル＝ジャーシム 18分 · アッ＝シャムラーニー 60分 | レポート | マフムード 45+1分 |

| プリンス・モハメド・ビン・ファハド・スタジアム (ダンマーム) 観客数: 21,600人 主審: 家本政明 |

| 2013年11月19日 |

| インドネシア | 0 - 2    | イラク                                 |
|              | レポート | アフマド 27分 · ジャーシム 32分 (pen.) |

| ゲロラ・ブン・カルノ・スタジアム（ジャカルタ） 観客数: 300人 主審: ラフシャン・イルマトフ |

| 2013年11月19日 |

| 中華人民共和国 | 0 - 0    | サウジアラビア |
|                | レポート |                |

| 陝西省体育場（西安 観客数: 36,016人 主審: 金東進 |

| 2014年3月5日 |

| イラク                                  | 3 - 1    | 中華人民共和国     |
| マフムード 23分, 43分 · アドナーン 58分 | レポート | 張稀哲 73分 (pen.) |

| シャールジャ・スタジアム (アラブ首長国連邦・シャールジャ)4 観客数: 5,000人 主審: 西村雄一 |

| 2014年3月5日 |

| サウジアラビア        | 1 - 0    | インドネシア |
| アル＝ムワッラド 87分 | レポート |              |

| プリンス・モハメド・ビン・ファハド・スタジアム (ダンマーム) 観客数: 9,500人 主審: アンマール・アリー・アブドッラー・ジュマア・アル＝ジュネイビー |

註
- 註4：イラクは国内の安全面の問題から、ホームの試合をアラブ首長国連邦で開催する[12]。ただし10月15日の試合はヨルダンで開催する。

### グループD
| 順位 | チーム     | 試 | 勝 | 分 | 敗 | 得 | 失 | 差  | 点 |
| ---- | ---------- | -- | -- | -- | -- | -- | -- | --- | -- |
| 1    | バーレーン | 6  | 4  | 2  | 0  | 7  | 1  | +6  | 14 |
| 2    | カタール   | 6  | 4  | 1  | 1  | 13 | 2  | +11 | 13 |
| 3    | マレーシア | 6  | 2  | 1  | 3  | 5  | 7  | −2  | 7  |
| 4    | イエメン   | 6  | 0  | 0  | 6  | 3  | 18 | −15 | 0  |

| 2013年2月6日 19:15 (UTC+4) |

| イエメン | 0 - 2    | バーレーン                            |
|          | レポート | アーイシュ 49分 · アル＝アーメル 85分 |

| シャールジャ・スタジアム (アラブ首長国連邦・シャールジャ)5 観客数: 450人 主審: ハリル・アル・ガムディ |

| 2013年2月6日 18:30 (UTC+3) |

| カタール                            | 2 - 0    | マレーシア |
| イブラーヒーム 55分 · アリー 90+3分 | レポート |            |

| ジャシム・ビン・ハマド・スタジアム (ドーハ) 観客数: 7,320人 主審: アリーレザー・ファガーニー |

| 2013年3月22日 20:45 (UTC+8) |

| マレーシア                                    | 2 - 1    | イエメン              |
| アザムディン 27分 · ムヒミーン・ザンブリ 80分 | レポート | アル＝ハーグリー 13分 |

| シャー・アラム・スタジアム (シャー・アラム) 観客数: 80,000人 主審: ピーター・グリーン |

| 2013年3月22日 18:45 (UTC+3) |

| バーレーン      | 1 - 0    | カタール |
| アーイシュ 20分 | レポート |          |

| バーレーン・ナショナル・スタジアム (リファー) 観客数: 1,950人 主審: アブドゥッラー・アル・ヒラリ |

| 2013年10月15日 |

| マレーシア          | 1 - 1    | バーレーン      |
| ノーシャールル 70分 | レポート | アマーン 45+1分 |

| シャー・アラム・スタジアム (シャー・アラム) 観客数: 6,500人 主審: 佐藤隆治 |

| 2013年10月13日 |

| カタール                                                                                   | 6 - 0    | イエメン |
| イブラーヒーム 4分, 61分, 76分 · アル＝ハイドゥース 24分 · ソリア 70分 · アフィーフ 90+1分 | レポート |          |

| アル・ガラファ・スタジアム (ドーハ) 観客数: 11,920人 主審: ヴァレンティン・コヴァレンコ |

| 2013年11月15日 |

| バーレーン                | 1 - 0    | マレーシア |
| アブドゥッラティーフ 72分 | レポート |            |

| バーレーン・ナショナル・スタジアム (リファー) 観客数: 2,000人 主審: モフセン・トルキー |

| 2013年11月15日 |

| イエメン            | 1 - 4    | カタール                                                         |
| アッ＝サーシー 26分 | レポート | ソリア 3分 · ハサン 32分 · カソーラー 54分 · アッ＝サイイド 68分 |

| シェイク・ハリーファ国際スタジアム (アラブ首長国連邦・アル・アイン)5 観客数: 350人 |

| 2013年11月19日 |

| マレーシア | 0 - 1    | カタール          |
|            | レポート | アル＝アリー 26分 |

| シャー・アラム・スタジアム (シャー・アラム) 観客数: 4,079人 |

| 2013年11月19日 |

| バーレーン                       | 2 - 0    | イエメン |
| サルミーン 2分 · アーイシュ 88分 | レポート |          |

| バーレーン・ナショナル・スタジアム (リファー) 観客数: 600人 主審: 西村雄一 |

| 2014年3月5日 |

| カタール | 0 - 0    | バーレーン |
|          | レポート |            |

| サーニー・ビン・ジャーシム・スタジアム (ドーハ) 観客数: 12,878人 主審: ファハド・アル＝ミルダーシー |

| 2014年3月5日 |

| イエメン              | 1 - 2    | マレーシア                  |
| アッ＝スルーリー 59分 | レポート | ヤヒア 16分 · ファクリ 77分 |

| タハヌーン・ビン・モハメド・スタジアム (アラブ首長国連邦・アル・アイン)5 観客数: 311人 主審: ヴァレンティン・コヴァレンコ |

註
- 註5：イエメンは国内の安全面の問題から、ホームの試合をアラブ首長国連邦で開催する[13]。

### グループE
| 順位 | チーム           | 試 | 勝 | 分 | 敗 | 得 | 失 | 差  | 点 |
| ---- | ---------------- | -- | -- | -- | -- | -- | -- | --- | -- |
| 1    | アラブ首長国連邦 | 6  | 5  | 1  | 0  | 18 | 3  | +15 | 16 |
| 2    | ウズベキスタン   | 6  | 3  | 2  | 1  | 10 | 4  | +6  | 11 |
| 3    | 香港             | 6  | 1  | 1  | 4  | 2  | 13 | −11 | 4  |
| 4    | ベトナム         | 6  | 1  | 0  | 5  | 5  | 15 | −10 | 3  |

| 2013年2月6日 16:00 (UTC+5) |

| ウズベキスタン | 0 - 0    | 香港 |
|                | レポート |      |

| パフタコール・マルカジイ・スタジアム (タシュケント) 観客数: 16,287人 主審: アリー・アブドンナビー |

| 2013年2月6日 18:00 (UTC+7) |

| ベトナム            | 1 - 2    | アラブ首長国連邦                        |
| クォック・アン 60分 | レポート | ハリール 8分 (pen.) · ファルダーン 67分 |

| ミーディン国立競技場（ハノイ） 観客数: 7,200人 主審: ストレバー・デロフスキー |

| 2013年3月22日 20:00 (UTC+8) |

| 香港        | 1 - 0    | ベトナム |
| 陳偉豪 87分 | レポート |          |

| 旺角大球場（香港） 観客数: 6,639人 主審: アブドゥルラフマン・アブドゥ |

| 2013年3月22日 17:45 (UTC+4) |

| アラブ首長国連邦                | 2 - 1    | ウズベキスタン  |
| ハリール 58分 · マブフート 61分 | レポート | ガダーエフ 16分 |

| アル・ジャジーラ・ムハンマド・ビン・ザーイド・スタジアム（アブダビ） 観客数: 21,357人 主審: 譚海 |

| 2013年10月15日 |

| 香港 | 0 - 4    | アラブ首長国連邦                                |
|      | レポート | マブフート 30分, 55分, 90分 · アッバース 90+5分 |

| 香港スタジアム（香港） 観客数: 7,923人 |

| 2013年10月15日 |

| ウズベキスタン                                                         | 3 - 1    | ベトナム                    |
| ラシドフ 69分 · オー・ヴァン・ホアン 74分 (o.g.) · セルゲーエフ 90+2分 | レポート | グエン・チョン・ホアン 69分 |

| パフタコール・マルカジイ・スタジアム (タシュケント) 観客数: 5,675人 主審: モフセン・トルキー |

| 2013年11月15日 |

| アラブ首長国連邦                                                                                    | 4 - 0    | 香港 |
| アッ＝リジャイビー 27分 · アッバース 40分 · O･アブドゥッラフマーン 80分 · アル＝ハンマーディー 88分 | レポート |      |

| アル・ジャジーラ・ムハンマド・ビン・ザーイド・スタジアム（アブダビ） 観客数: 10,871人 主審: アリーレザー・ファガーニー |

| 2013年11月15日 |

| ベトナム | 0 - 3    | ウズベキスタン                                        |
|          | レポート | ショディエフ 40分 · セルゲーエフ 46分 · ラシドフ 89分 |

| ミーディン国立競技場（ハノイ） 観客数: 9,000人 |

| 2013年11月19日 |

| 香港 | 0 - 2    | ウズベキスタン                      |
|      | レポート | ショディエフ 84分 · アフメドフ 89分 |

| 香港スタジアム（香港） 観客数: 5,679人 主審: ナワフ・シュクララ |

| 2013年11月19日 |

| アラブ首長国連邦                                                        | 5 - 0    | ベトナム |
| アッバース 19分 · マタル 25分 · マブフート 31分, 37分 · ハリール 90+2分 | レポート |          |

| アル・ジャジーラ・ムハンマド・ビン・ザーイド・スタジアム（アブダビ） 観客数: 9,674人 主審: 佐藤隆治 |

| 2014年3月5日 |

| ウズベキスタン    | 1 - 1    | アラブ首長国連邦          |
| セルゲーエフ 85分 | レポート | アル＝ハンマーディー 85分 |

| ブニョドコル・スタジアム (タシュケント) 観客数: 15,000人 主審: 金相佑 |

| 2014年3月5日 |

| ベトナム                                                                                | 3 - 1    | 香港        |
| フィン・クオック・アン 24分 · グエン・アン・ドゥック 68分 · グエン・チョン・ホアン 83分 | レポート | 盧均宜 81分 |

| ミーディン国立競技場（ハノイ） 観客数: 5,800人 |

### グループ3位チームの成績
以下の順序に従って順位を決定する。
1. 勝ち点
2. 得失点差
3. 得点数
4. イエローカード、レッドカードの枚数 (イエローカードは1点、レッドカードは3点とする)
5. 抽選

| チーム         | 試 | 勝 | 分 | 敗 | 得 | 失 | 差  | 点 |
| -------------- | -- | -- | -- | -- | -- | -- | --- | -- |
| 中華人民共和国 | 6  | 2  | 2  | 2  | 5  | 6  | −1  | 8  |
| レバノン       | 6  | 2  | 2  | 2  | 12 | 14 | −2  | 8  |
| マレーシア     | 6  | 2  | 1  | 3  | 5  | 7  | −2  | 7  |
| シリア         | 6  | 1  | 1  | 4  | 7  | 7  | 0   | 4  |
| 香港           | 6  | 1  | 1  | 4  | 2  | 13 | −11 | 4  |